# (10005) Chernega
(10005) Chernega est un astéroïde de la ceinture principale.

## Description
(10005) Chernega est un astéroïde de la ceinture principale. Il fut découvert le 24 septembre 1976 à Naoutchnyï par Nikolaï Tchernykh. Il présente une orbite caractérisée par un demi-grand axe de 2,33 UA, une excentricité de 0,21 et une inclinaison de 3,4° par rapport à l'écliptique.
Il a été nommé en l'honneur de l'astronome soviétique Nikolaï Chernega.

## Compléments